# Thrúd
Thrúd vagy Thrud valkűr a skandináv mitológiában,  Thor és Sif lánya, Ull féltestvére.
A Grímnir-énekének 36. versszakában Thrúd azon valkűrök egyike akik sört szolgálnak fel a Vallhallában.
Thrúdot Alvisnak ígérték amiért az fegyvereket kovácsolt az ászoknak. Thor azonban csak úgy egyezett bele a házasságba, ha Alvis felel arra a kérdésére, hogy az emberek, az istenek és más lények, hogyan nevezik saját nyelvükön a földet, az eget, a napot, a holdat a tengert és más dolgokat. Mire azonban Alvis megfelelt minden kérdésre, felkelt a nap és a törpe kővé vált.
Thrúd nevéből származik a mai Gertrúd név.